# Yves Charpenel
Yves Charpenel, né le 16 novembre 1950 à Paris, est un magistrat français.

## Carrière judiciaire
Yves Charpenel a été juge à Pointe-à-Pitre (1976-1978), très brièvement juge à Paris (1978), puis magistrat détaché au ministère de la Justice (1978-1987).
Il est nommé procureur-adjoint de la République à Évry (1987-1989) puis premier substitut à Créteil (1989-1991).
Nommé conseiller technique aux cabinets des gardes des Sceaux Henri Nallet et Michel Vauzelle (1991-1993), il est, le 22 février 1993, quelques semaines avant la deuxième cohabitation, nommé procureur général près la cour d'appel de Fort-de-France, où il remplace Gabriel Bestard. À 42 ans, il est le plus jeune procureur général de France.
Le 10 novembre 1998, au cours de la troisième cohabitation, il est nommé par la garde des Sceaux Élisabeth Guigou directeur des Affaires criminelles et des grâces.
Il est nommé procureur général près la cour d'appel de Reims en mars 2001.
À compter de juin 2005, il est avocat général à la Cour de cassation, affecté à la chambre criminelle. Le 6 février 2012, il est nommé premier avocat général, toujours à la Cour de cassation, affecté à la 3e chambre civile. Il conserve ce poste jusqu’à sa retraite le 15 novembre 2018.

## Autres fonctions
Le 5 octobre 2010, il est nommé président de la Fondation Jean-et-Jeanne-Scelles.
Depuis septembre 2010, il est vice-président de l'Association nationale de la justice réparatrice. Cette structure propose de mettre en lien un auteur et une victime de crime ou de délit, dans l'objectif de lutter contre la récidive.
Par un arrêté d'Anne Hidalgo du 1er avril 2015, il est nommé Président de la Commission de déontologie des élus du Conseil de Paris.
Il a été membre du Comité consultatif national d'éthique.
Il a également, à la demande du ministère de la Justice, rendu en juillet 2007 un rapport sur les crimes en série.
En 2022 il fonde « Ethics Génération », une structure « dédiée à la lutte contre la corruption, afin de sensibiliser nos concitoyens à l’importance de l’intégrité publique et privée comme essentielle dans la vie d’une démocratie ».

## Décorations
Le 8 avril 1998, Yves Charpenel est nommé au grade de chevalier dans l'ordre national de la Légion d'honneur puis fait chevalier de l'ordre le 21 septembre 1998 et promu le 31 décembre 2013 au grade d'officier dans l'ordre au titre de « premier avocat général à la Cour de cassation ».
Le 14 novembre 2001, Yves Charpenel est nommé au grade d'officier dans l'ordre national du Mérite au titre de « procureur général près la cour d'appel de Reims ; 27 ans de services civils », puis fait officier de l'ordre le 3 octobre 2002 et promu le 21 mai 2021 au grade de commandeur dans l'ordre au titre de « premier avocat général honoraire à la Cour de cassation ».

## Polémique
En mars 2023, il est accusé par le journaliste néerlandais Stefan de Vries, dans le cadre de l'affaire dite des « notes de frais » d'Anne Hidalgo, d'avoir transmis à un journaliste du Journal du Dimanche le même document qu'à lui, alors qu'il le réclamait sans succès depuis plus de cinq ans, et n'avait pu l'obtenir qu'au prix d'une longue et coûteuse procédure judiciaire.

## Publications

### Ouvrages
- 2006 : Les rendez-vous de la politique pénale : Concilier devoir de justice et exigence de sécurité, Paris, Armand Colin, coll. « Sociétales », série « Sécurité et démocratie », 319 p.  (ISBN 2-200-26976-5)
- 2008 : Notre justice pénale : Essai sur le pourquoi et le comment de la justice pénale, tout ce qu'il faut savoir et comprendre de la justice pénale, Boulogne, Timée, 365 p.  (ISBN 978-2-35401-077-5)
- 2010 : Cybercriminalité : Droit pénal appliqué, avec Myriam Quéméner, Paris, Economica, coll. « Pratique du droit », 273 p.  (ISBN 978-2-7178-5902-7)
- 2012 : La Justice Réparatrice: Quand victimes et coupables échangent pour limiter la récidive, avec Stéphane Jacquot, Paris, Éditions L'Harmattan, coll. « Question contemporaines », 132 p.  (ISBN 978-2-296-55916-5)
- 2012 : Le glaive & la rustine - 15 questions pour sortir la Justice française de l'impasse, Paris, Economica.  (ISBN 978-2-7178-6430-4)
- 2014 : L'ordre public judiciaire. La laque et le vernis, Paris, Economica, Coll. Ordre Public,  (ISBN 271786704X)

### Sélection d'articles
- " Le  statut  du  parquet ", avec Dominique Rousseau et Daniel Soulez  Larivière, Constitutions, 2011, p. 295.
- " Les dispositions pénales de droit français de lutte contre la traite des êtres humains à des fins de prostitution ", AJ pénal, avril 2012, p. 197[17]
- " Le darkweb, un objet juridique parfaitement identifié : le paradis, l'enfer ? ", Dalloz IP/IT, 2017, p. 70–74, no 2.

### Sélection d'interventions dans des colloques
- Colloque : L’impact des politiques migratoires sur la lutte contre la traite des êtres humains, orgénisé par le Collectif « Ensemble contre la traite des êtres humains », Paris, Maison du Barreau, 7 novembre 2011.
- Colloque : La place de l'autorité judiciaire dans les institutions, organisé par la Cour de cassation, Paris, Palais Bourbon, 25 mai 2016.
- Colloque : Cyber-harcèlement, hypersexualisation, pornographie, organisé par la Fondation Scelles, Saint-Jean-le-Blanc, 9 février 2017[18]
- Colloque : Internet est-il encore un espace de liberté d'expression, organisé par Droit et Démocratie, Paris, 29 novembre 2017, 2016[19]
- 1ère Journée des déontologues locaux, organisée par la HATVP, Paris, Palais du Luxembourg, 17 mai 2018[20].

### Sélection d'interventions dans les médias
- " En France, 90% des prostituées viennent de l'étranger ", RTL, 6 décembre 2011[21]
- " A propos de l'ouverture du procès de DSK pour proxénétisme ", France Inter, 30 janvier 2015[22]
- " La question qui fâche ", Europe 1, 10 février 2015[23]
- " Le procès du Carlton est celui de l’exploitation, pas du libertinage ", Libération, 15 février 2015[24]
- " La plupart des incriminations ne sont pas appliquées ", Le Point, 15 mai 2015[25]
- " le rapport mondial sur les prostitutions dans le monde", Radio Notre Dame, 25 mai 2016[26]